# Amphiglossus valhallae
Espèce
Synonymes
- Sepsina valhallae Boulenger, 1909

Amphiglossus valhallae est une espèce de sauriens de la famille des Scincidae.

## Répartition
Cette espèce est endémique des îles Glorieuses, situées entre Madagascar et l'archipel des Comores.

## Étymologie
Cette espèce est nommée en référence au nom du bateau de l'expédition, le Valhalla .

## Publication originale
- Boulenger, 1909 : A list of the freshwater fishes, batrachians, and reptiles obtained by Mr. J. Stanley Gardiner's expedition to the Indian Ocean. Transactions of the Linnean Society of London, vol. 12, p. 291-300 (texte intégral).